# Spytimír (kníže)
Spytimír (latinsky Spoitimar či Spoimar) (9. století – 9. století?) byl český kníže žijící v 9. století a účastník bitvy u Vltavy.

## Život
Jeho jméno je zmíněno Fuldskými letopisy k roku 872, kdy se vojsko vedeno pěti českými knížaty včetně Spytimíra střetlo na neznámém místě u řeky Vltavy s Franky. Čechové v této bitvě prohráli. Někteří utonuli ve Vltavě, jiní byli Franky pobiti, ale ti, kteří mohli uniknout, se uchýlili do hradišť, kam si na ně Frankové už netroufli. Informaci o tom, zda Spytimír tuto potyčku přežil, utrpěl zranění či zahynul, nemáme. Další písemné prameny se k osobě knížete Spytimíra už nevztahují.
Stejně jako dalším knížatům tehdejší doby by se dal Spytimírovi hypoteticky přisuzovat příbuzenský vztah s Bořivojem I. jakožto jeho otcem, avšak chybí sebemenší opora této úvahy. Podle historika Rudolfa Turka byl Spytimír (Spoitimar) totožný s knížetem Strojmírem, který později v roce 883 povstal proti knížeti Bořivojovi.